# Kecamatan Cigeulis
Kecamatan Cigeulis är ett distrikt i Indonesien.   Det ligger i provinsen Banten, i den västra delen av landet, 130 km väster om huvudstaden Jakarta.